# EF Education-EasyPost/2023
Deze pagina geeft een overzicht van de UCI World Tour wielerploeg EF Education-EasyPost in 2023.

## Algemeen
Algemeen manager: Jonathan Vaughters
Teammanager: Charles Wegelius
Ploegleiders: Jonathan Frank Breekveldt, Matti Breschel, Andreas Klier, Sebastian Langeveld, Juan Manuel Gárate, Tom Southam, Tejay van Garderen, Ken Vanmarcke
Fietsen: Cannondale

## Renners
| Naam                       | Geboortedatum | Nationaliteit       | Ploeg 2022             |
| -------------------------- | ------------- | ------------------- | ---------------------- |
| Andrey Amador              | 29-08-1986    | Costa Rica          | INEOS Grenadiers       |
| Alberto Bettiol            | 29-10-1993    | Italië              |                        |
| Stefan Bissegger           | 13-09-1998    | Zwitserland         |                        |
| Jonathan Caicedo           | 28-04-1993    | Ecuador             |                        |
| Diego Andres Camargo       | 03-05-1998    | Colombia            |                        |
| Richard Carapaz            | 29-05-1993    | Ecuador             | INEOS Grenadiers       |
| Simon Carr                 | 29-08-1998    | Verenigd Koninkrijk |                        |
| Hugh Carthy                | 09-07-1994    | Verenigd Koninkrijk |                        |
| Jefferson Alexander Cepeda | 16-06-1998    | Ecuador             |                        |
| Esteban Chaves             | 17-01-1990    | Colombia            |                        |
| Magnus Cort                | 16-01-1993    | Denemarken          |                        |
| Stefan de Bod              | 17-11-1996    | Zuid-Afrika         | Astana Qazaqstan Team  |
| Owain Doull                | 02-05-1993    | Verenigd Koninkrijk |                        |
| Odd Christian Eiking       | 28-12-1994    | Noorwegen           |                        |
| Ben Healy                  | 11-09-2000    | Ierland             |                        |
| Mikkel Frølich Honoré      | 21-01-1997    | Denemarken          | Quick Step-Alpha Vinyl |
| Jens Keukeleire            | 23-11-1988    | België              |                        |
| Merhawi Kudus              | 23-01-1994    | Eritrea             |                        |
| Mark Padoen                | 06-07-1996    | Oekraïne            |                        |
| Andrea Piccolo             | 23-03-2001    | Italië              |                        |
| Neilson Powless            | 03-09-1996    | Verenigde Staten    |                        |
| Sean Quinn                 | 10-05-2000    | Verenigde Staten    |                        |
| Jonas Rutsch               | 24-01-1998    | Duitsland           |                        |
| Tom Scully                 | 14-01-1990    | Nieuw-Zeeland       |                        |
| James Shaw                 | 13-05-1996    | Verenigd Koninkrijk |                        |
| Georg Steinhauser          | 21-10-2001    | Duitsland           |                        |
| Rigoberto Urán             | 26-01-1987    | Colombia            |                        |
| Julius van den Berg        | 23-10-1996    | Nederland           |                        |
| Marijn van den Berg        | 19-07-1999    | Nederland           |                        |
| Łukasz Wiśniowski          | 07-12-1991    | Polen               |                        |

### Stagiairs
Per 1 augustus 2023
| Naam                         | Geboortedatum | Nationaliteit | Vorige ploeg           |
| ---------------------------- | ------------- | ------------- | ---------------------- |
| Jardi Christiaan van der Lee | 6-8-2001      | Nederland     | Willebrord Wil Vooruit |

### Vertrokken
| Naam                  | Geboortedatum | Nationaliteit    | Ploeg 2023                          |
| --------------------- | ------------- | ---------------- | ----------------------------------- |
| Daniel Arroyave Cañas | 19-06-2000    | Colombia         | Equipe Continental Orgullo Paisa    |
| Ruben Guerreiro       | 06-07-1994    | Portugal         | Movistar Team                       |
| Alex Howes            | 01-01-1988    | Verenigde Staten | Gestopt                             |
| Sebastian Langeveld   | 17-01-1985    | Nederland        | Gestopt                             |
| Lachlan Morton        | 02-01-1992    | Australië        | ?                                   |
| Hideto Nakane         | 02-05-1990    | Japan            | Gestopt                             |
| Michael Valgren       | 07-02-1992    | Denemarken       | EF Education-NIPPO Development Team |

## Overwinningen
| Nationale kampioenschappen wielrennen Colombia - wegrit: Esteban Chaves Ecuador - tijdrit: Jonathan Caicedo Ecuador - wegrit: Richard Carapaz Ierland - wegrit: Ben Healy Zuid-Afrika - tijdrit: Stefan de Bod Tour Down Under Proloog: Alberto Bettiol Bergklassement: Mikkel Frølich Honoré Trofeo Ses Salines - Alcudia Marijn van den Berg GP La Marseillaise Neilson Powless Ster van Bessèges Eindklassement: Neilson Powless Ronde van de Algarve 2e etappe: Magnus Cort 3e etappe: Magnus Cort Puntenklassement: Magnus Cort | Internationale Wielerweek 2e etappe: Sean Quinn 3e etappe: Ben Healy Jongerenklassement: Ben Healy Ploegenklassement: *1) GP Industria & Artigianato-Larciano Ben Healy Région Pays de la Loire Tour Puntenklassement: Marijn van den Berg Jongerenklassement: Ben Healy Ploegenklassement: *2) Ronde van de Alpen 5e etappe Simon Carr Ronde van Italië 8e etappe: Ben Healy 10e etappe: Magnus Cort Mercan’Tour Classic Alpes-Maritimes Richard Carapaz | Route d'Occitanie 1e etappe: Marijn van den Berg 4e etappe: Simon Carr Puntenklassement: Marijn van den Berg Jongerenklassement: Georg Steinhauser Ronde van Castilië en León Ploegenklassement: *3) Ronde van de Ain 2e etappe: Jefferson Cepeda Ronde van Polen 5e etappe: Marijn van den Berg Ronde van Luxemburg 3e etappe: Ben Healy Ronde van Langkawi 5e etappe: Simon Carr Eindklassement: Simon Carr Ploegenklassement: *4) |

*1) Ploeg Internationale Wielerweek: De Bod, Healy, Padoen, Pritzen*, Quinn, Shaw, Steinhauser
*2) Ploeg Ronde van Sarthe: Healy, Shaw, Steinhauser, Valgren*, J. van den Berg, M. van den Berg
*3) Ploeg Ronde van Castilië en León: de Bod, Camargo, Cepeda, Doull, Kudus, Steinhauser, Valgren
*4) Ploeg Ronde van Langkawi: Carr, Cepeda, Scully, Eiking, Valgren*, van der Lee
* lid van het opleidingsteam EF Education-NIPPO Development Team
Mannen: 2005 · 2006 · 2007 · 2008 · 2009 · 2010 · 2011 · 2012 · 2013 · 2014 · 2015 · 2016 · 2017 · 2018 · 2019 · 2020 · 2021 · 2022 · 2023 · 2024 · 2025
Vrouwen: 2024 · 2025
AG2R-Citroën · Alpecin-Deceuninck · Astana Qazaqstan · Bahrain Victorious · BORA-hansgrohe · Cofidis · EF Education-EasyPost · Groupama-FDJ · INEOS Grenadiers · Intermarché-Circus-Wanty  · Jumbo-Visma · Movistar Team · Soudal-Quick Step · Team Arkéa Samsic · Team DSM · Team Jayco AlUla · Trek-Segafredo · UAE Team Emirates